# Reversible Man
Reversible Man (リバーシブルマン, Ribāshiburuman) est un seinen manga de D. Nakatani, prépublié dans le magazine Goraku Egg de l'éditeur Nihon Bungeisha et publié depuis mai 2011. La version française est éditée par Komikku Éditions en trois tomes sortis entre mars 2014 et février 2015.

## Personnages

### Volume 1
- Runa Kitahara : Petite-sœur de Shiba Kitahara. Elle a un grand niveau en tir à l'arc, mais souhaite arrêter son activité pour aider sa sœur à reprendre l'entreprise familiale. Elle est très impulsive, spontanée, et a un grand sens de l'humour. À la suite de la mort de sa sœur elle fera équipe avec Hachi et Roku pour la venger.
- Jun Tsukamoto : Jeune homme ayant raté ses études de médecine. Petit frère de Seiichi Tsukamoto. Il est la honte de sa famille et s'est renfermé sur des jeux vidéo pornographiques. Il est amoureux et obsédé par la petite-amie de son frère.
- Hachi (Huit): Yakuza détaché de son clan faisant maintenant équipe avec Roku à la suite de tortures que son ancien clan a fait subir à leurs proches. Ils enquêtent maintenant sur les retournés.
- Roku (Six): Yakuza détaché de son clan faisant maintenant équipe avec Hachi à la suite de tortures que son ancien clan a fait subir à leurs proches. Ils enquêtent maintenant sur les retournés.
- Shiba Kitahara : Grande sœur de Runa Kitahara et petite-amie de Seiichi Tsukamoto, elle a récemment obtenu son diplôme en médecine. Elle est douce, sensible et raisonnable.
- Seiichi Tsukamoto : Grand frère de Jun. Il a obtenu son diplôme de médecin, sa petite-amie est Shiba Kitahara. À la suite de l'éducation parfois trop stricte que ses parents lui ont donnée, il lui arrive de dire des paroles assez cruelles à son frère. Il est la fierté de sa famille.

### Volume 2
- Ayaka : Fille de Marie Kaiji et petite-amie de Yû. Elle est enceinte et elle souhaite fonder une famille stable.
- Yû : Petit-ami d'Ayaka et futur père de leur enfant. Il aime sincèrement Ayaka et n'a jamais connu sa mère car ses parents se sont séparés lorsqu'il était très jeune. Il est très souriant et a beaucoup d'humour. Il se montre responsable et attentionné envers Ayaka. Il souhaite fonder une famille stable.
- Hachi (Huit): Yakuza détaché de son clan faisant maintenant équipe avec Roku à la suite de tortures que son ancien clan a fait subir à leurs proches. Ils enquêtent maintenant sur les retournés.
- Roku (Six): Yakuza détaché de son clan faisant maintenant équipe avec Hachi à la suite de tortures que son ancien clan a fait subir à leurs proches. Ils enquêtent maintenant sur les retournés.
- Kyutaro (Lucifer) : Homme apotemnophile, souhaitant être privé de ses membres. Il souffre d'un léger trouble de la personnalité et a la langue coupée en deux.
- Cinq : Chef de l'ancien clan de Yakuza dont faisaient partie Hachi et Roku. Il est aussi le gourou de la secte du Sourire.
- Marie Kaiji : Mère castratrice de Ayaka. Elle cache les origines du père de sa fille.

### Volume 3
- Marie Kaiji : Victime des paroles de sa mère castratrice depuis sa naissance, puis victime lors de ses 23 ans de kidnapping suivi d'un viol collectif dans des conditions horribles. Elle veut à tout prix faire des études de droit et rendre sa propre vision de la justice.
- Hachi (Huit): Yakuza détaché de son clan faisant maintenant équipe avec Roku à la suite de tortures que son ancien clan a fait subir à leurs proches. Ils enquêtent maintenant sur les retournés.
- Roku (Six): Yakuza détaché de son clan faisant maintenant équipe avec Hachi à la suite de tortures que son ancien clan a fait subir à leurs proches. Ils enquêtent maintenant sur les retournés.
- Madame Kaiji : La mère de Marie Kaiji et la grand-mère d'Ayaka. À la suite de ce que sa famille « vieux-jeu » ne cessait de lui reprocher et exigeait d'elle, elle a voulu reproduire le même schéma avec sa propre fille, mais avec sa petite fille, elle va décider peu à peu de lui offrir ce qu'elle souhaitait elle plus jeune et pour sa fille.
- Cinq : Chef de l'ancien clan de Yakuza dont faisaient partie Hachi et Roku. Il est aussi le gourou de la secte du Sourire.
- Yotsuya (Quatre) : Battu par sa mère lorsqu'il était jeune, il a une malformation au niveau du crâne. C'est lui qui enseigne à Marie comment se venger de ce qu'elle a subi.

## Manga

### Liste des volumes
| no | Japonais          | Japonais          | Français        | Français          |
| no | Date de sortie    | ISBN              | Date de sortie  | ISBN              |
| --- | ----------------- | ----------------- | --------------- | ----------------- |
| 1 | 28 mai 2011       | 978-4-537-12738-6 | 27 mars 2014    | 979-10-91610-42-1 |
| Titre du volume : L'Affaire Runa KitaharaListe des chapitres : - Chapitre 1 : Runa Kitahara ① (北原琉奈(1)) - Chapitre 2 : Runa Kitahara ② (北原琉奈(2)) - Chapitre 3 : Runa Kitahara ③ (北原琉奈(3)) - Chapitre 4 : Jun Tsukamoto ① (塚本純(1)) - Chapitre 5 : Jun Tsukamoto ② (塚本純(2)) - Chapitre 6 : Reversible man ① (リバーシブルマン(1)) - Chapitre 7 : Reversible man ② (リバーシブルマン(2)) - Chapitre 8 : Reversible man ③ (リバーシブルマン(3)) |                   |                   |                 |                   |
| 2 | 18 mars 2013      | 978-4-537-13012-6 | 26 juin 2014    | 979-10-91610-53-7 |
| Titre du volume : L'affaire AyakaListe des chapitres : - Chapitre 1 : Le paquet cadeau et la mitrailleuse (ギフト袋とマシンガン) - Chapitre 2 : Une paire de ciseaux à 3 000 yens (3000円のハサミ) - Chapitre 3 : Le glaive, la balance et la mitrailleuse (天秤とチェーンソー) - Chapitre 4 : Le cercueil, le parapluie et le couteau (棺桶と傘とナイフ) - Chapitre 5 : La seringue et le cercueil (注射器と棺桶) - Chapitre 6 : Le bandage et le concombre de mer (さらしとこのわた) - Chapitre 7 : Retrouvailles (ギフト袋とガトリング) - Chapitre 8 : Le couteau à 100 yens et le parapluie (100円包丁と傘) |                   |                   |                 |                   |
| 3 | 27 décembre 2014  | 978-4-537-13243-4 | 26 février 2015 | 979-10-91610-79-7 |
| Titre du volume : L'affaire Marie KaijiListe des chapitres : - Chapitre 9 : Une mère parfaite et une fille heureuse (完璧なお母さんと幸せな娘) - Chapitre 1 : Séquestration et désordre psychiatrique (監禁と拘禁症) - Chapitre 2 : Éjaculation et loi sur les mineurs (膣(なか)出しと少年法) - Chapitre 3 : Le glaive émoussé et la gardienne du temple (刃のない剣と墓守娘) - Chapitre 4 : La grossesse et Madame Mère (妊娠とお母さん) - Chapitre 5 : Le symbole suprême de la faiblesse (刷り込みと弱者の象徴) - Chapitre 6 : L'incarnation de la justice (刑量と正義そのもの) - Chapitre 7 : Sauvetage des faibles et os crânien (弱者救済と頭蓋骨) - Chapitre 8 : Prophéties et sourires (予言と笑顔) - Chapitre 9 : Malédiction familiale (石女(うまずめ)と呪文) - Chapitre 10 : Gratitude et carnage (感謝と根絶やし) - Chapitre 11 : Une justice et un jugement médiocre (稚拙な正義と審判) |                   |                   |                 |                   |
| 4 | 28 janvier 2017   | 978-4-537-13539-8 | 8 juin 2017     | 978-2-372-87268-3 |
| - Chapitre 1 : (出産と内閣官房副長官補) - Chapitre 2 : (食肉工場とケイパーナイフ) - Chapitre 3 : (カポエイラと消えた死体) - Chapitre 4 : (失踪届と夢) - Chapitre 5 : (ゴミと移植) - Chapitre 6 : (法改正と進化) - Chapitre 7 : (ニオイと血) |                   |                   |                 |                   |
| 5 | 28 septembre 2019 | 978-4-537-13984-6 |                 | 978-2-372-87571-4 |